# Sista platsen på jorden
Sista platsen på jorden (spanska: El refugio atómico) är en spansk dramaserie som har premiär på Netflix den 19 september 2025. Första säsongen som består av åtta avsnitt är skapad av Esther Martínez Lobato och Álex Pina.

## Handling
När världen kollapsar stänger en grupp miljardärer in sig i en lyxbunker, där de varken kan fly från gamla fiender eller nya konspirationer.

## Rollista (i urval)
- Natalia Verbeke
- Joaquín Furriel
- Miren Ibarguren
- Carlos Santos
- Álex Villazán
- Samuel López